# Magdalena de Valois
Magdalena de Valois o Magdalena de Francia (inglés: Madeleine of France; Francés: Madeleine de France; Saint-Germain-en-Laye, 10 de agosto de 1520 - Edimburgo, 7 de julio de 1537). Fue una princesa de Francia por nacimiento, y reina consorte de Escocia durante seis meses (1537), al casarse con Jacobo V de Escocia. 
Fue la quinta hija de Francisco I de Francia, y su sufrida esposa, Claudia, que era duquesa de Bretaña por derecho propio (siendo hija de Luis XII, y su esposa, Ana de Bretaña). Magdalena fue una hija muy querida para sus padres, por lo que su muerte prematura causó mucho desconsuelo.  

## Primeros años
Magdalena de Valois nació en Saint Germain en Laye, el 10 de agosto de 1520. Por gloriosa que sea su ascendencia, la genética no estaba del lado de la familia Valois, cuya dinastía finalmente llegaría a su fin con el asesinato de Enrique III (el 1 de agosto de 1589, el rey fue apuñalado por Jacques Clément), solo dos generaciones después, para ser sucedido por los mucho más robustos Borbones. Francisco I subió al trono a la muerte de Luis XII, con cuya hija, Claudia habría de contraer matrimonio. Tendría en este matrimonio siete hijos. Los hermanos de Magdalena fueron: Luisa, Carlota, Francisco, Enrique, y Margarita. La historiadora Simone Bertière, calculó que Claude estaba embarazada 63 de los 122 meses de su reinado. El matrimonio de sus padres es descrito como infeliz, pese a que Claudia, contra todo pronóstico, logró el ansiado heredero varón.  

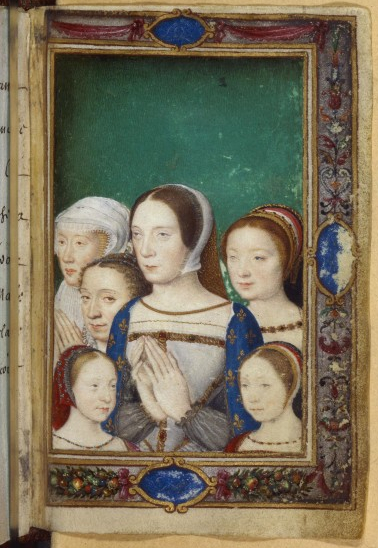
Magdalena (atrás a la derecha) con su madre Claudia de Francia, y hermanas, del Libro de Horas de Catalina de Medici.

Su madre murió el 20 de julio de 1524, a los veinticuatro años. Por lo que fue criada por su tía paterna, Margarita de Angulema. Al quedar viudo su padre, se volvió a casar en 1525. La nueva esposa de su padre, Leonor de Austria (hija de Juana I de Castilla y Felipe I de Castilla, llamado «el Hermoso»), la llevó a su propia casa para continuar su crianza.
La princesa Magdalena, tan adorada por sus padres, era típicamente enfermiza y se criaría lejos de París, en los alrededores mucho más saludables de los castillos reales del Valle del Loira, donde el aire se consideraba más puro y más saludable. Lamentablemente, este cuidado de su salud no evitó que Magdalena muriera joven.  
Las perspectivas matrimoniales de Magdalena habían sido un asunto de gran interés desde su nacimiento, con la continua implicación de su padre en las guerras europeas en curso y tratados, lo que significaba que estaba particularmente interesado en tender puentes con sus compañeros monarcas. Sin embargo, Francisco sentía un gran cariño por su hija, y resolvió que en ningún caso arriesgaría su salud al exponerla a los rigores de viajar a un nuevo país o, lo que es más alarmante aún, a los peligros del parto.  

## Negociaciones matrimoniales
La joven Magdalena despertó el interés del rey de Escocia, Jacobo V, quien llegó a Francia en 1536, buscando una novia que fortaleciera los lazos políticos entre Escocia y Francia, y que también trajera una gran dote que ayudaría a las arcas escocesas, virtualmente en bancarrota. A Jacobo se le había prometido un matrimonio con una de las hijas de Francisco I, según los términos del Tratado de Rouen de 1517 (proporcionaba la renovación de la Auld Alliance en términos de asistencia militar mutua y ayuda recíproca, entre Francia y Escocia). Estas naciones tenían la intención de mantener a su enemigo mutuo, Inglaterra, intercalada entre ellos en un estado de suspenso.

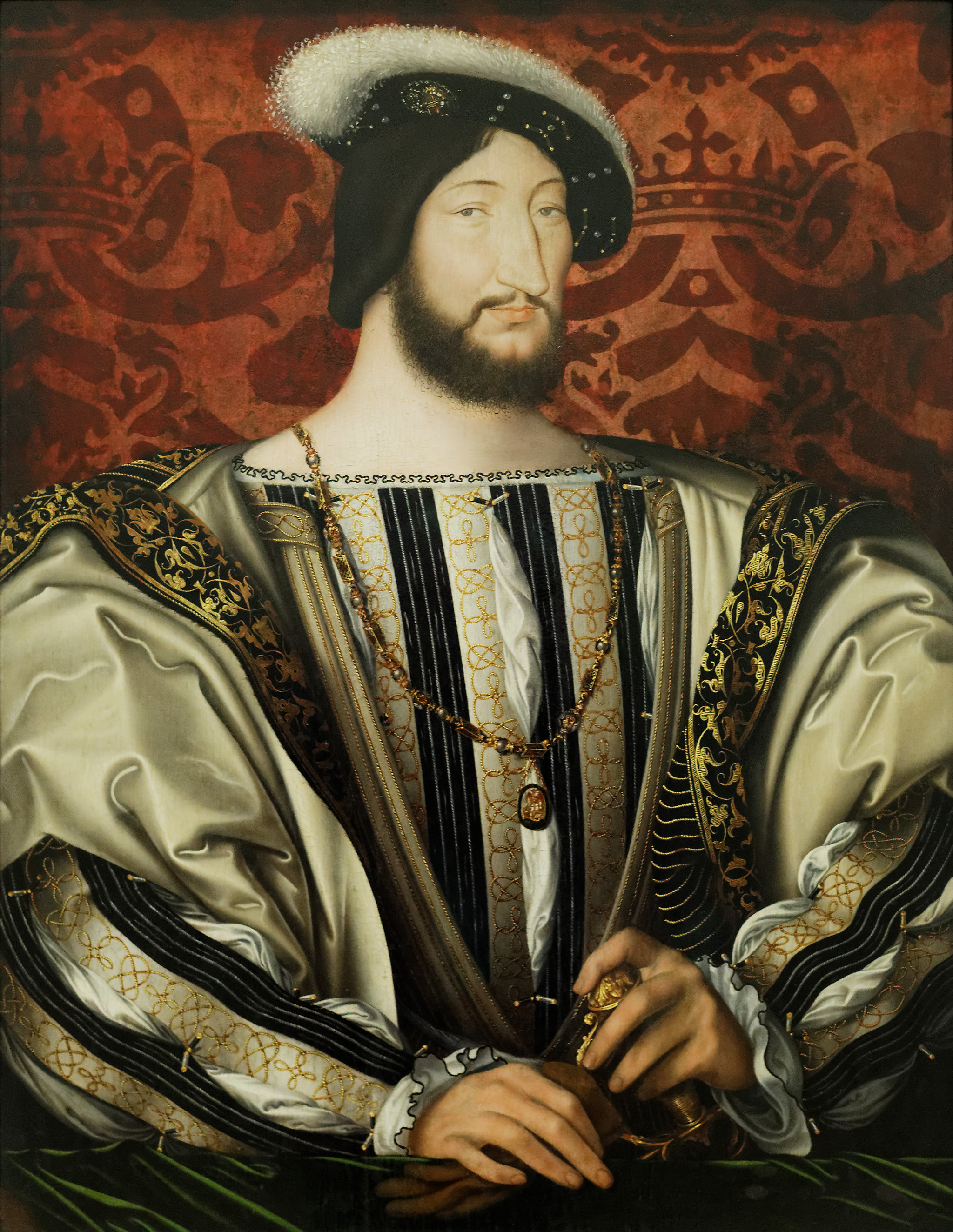
Francisco I, rey de Francia y padre de Magdalena.

Jacobo V quedó encantado con la delicada joven princesa y la pidió en matrimonio. Mencionando su enfermedad y el duro clima de Escocia (que temía que resultara fatal para la decaída salud de su hija), Francisco I, al principio rechazó autorizar el matrimonio. Escocia tenía la reputación de un reino frío y poco hospitalario, con una larga tradición de reyes que murieron mucho antes de su tiempo, ya sea en la batalla contra los ingleses o en manos de sus súbditos. Naturalmente, Francisco no estaba muy dispuesto a enviar a su delicada su hija a un lugar así, a pesar de las garantías de los escoceses de que sería tratada con el mayor cuidado.  
También estaba bastante menos interesado en el prospecto futuro novio, que era ocho años mayor que su hija y carecía del gran encanto personal y el carisma de sus padres, Jacobo IV de Escocia y Margarita Tudor, hermana de Enrique VIII, aunque había tenido la suerte de heredar su atractivo. Ante la negativa del matrimonio con Magdalena, Jacobo temporalmente volvió su atención a otra novia, María de Guisa. Francisco todavía estaba ansioso por mantener a Escocia de su lado, por lo que ofreció a María de Borbón (hija del duque de Vendôme), como novia, pensando que los términos del tratado podrían extenderse para acomodar la sustitución de una mujer noble francesa, en lugar una princesa real. Como era de esperar, Jacobo, que tenía un gran sentido de su propia importancia, se sintió enormemente ofendido por la sugerencia de Francisco, viéndolo como un insulto velado tanto para él, como para su país. Pero después del prolongado vaivén diplomático, que incluía una garantía de Francisco de que, aunque puede que no esté proporcionando una verdadera princesa,  pero de buena fe estaba ofreciendo una dote digna como de una princesa. Jacobo finalmente aceptó el matrimonio, y en 1536 hizo los preparativos viajar a Francia y reclamar a su esposa.
Como era de esperar, todo iba a terminar en decepción para María de Borbón, que se portaba perfectamente bien, e incluso era bastante guapa de una manera aburrida, pero no tenía nada del delicado encanto de Magdalena de dieciséis años. Tan pronto como Jacobo vio a la princesa, declaró que era su novia elegida y, en cuanto a Magdalena, se enamoró perdidamente del cabello rojizo y la buena apariencia de su pretendiente escocés. Frente a este floreciente romance, el rey Francisco hizo todo lo posible por mantenerse firme en su postura de que Magdalena era demasiado preciosa y delicada para hacer el viaje a Escocia. El rey escocés de nuevo abordó el tema de matrimonio con Francisco I, y a pesar de sus reservas y miedos, el rey Francisco I acabó dando su permiso, cuando fue obvio el interés de su hija en casarse con Jacobo. Tal vez sintiendo que la delicada salud de Magdalena significaba que no era probable que viviera mucho tiempo de todos modos.   
María de Borbón, murió poco después (el 28 de septiembre de 1538, a los 22 años),  "de vergüenza", murmuraron algunos, por haber sido plantada de manera tan cruda y pública por el rey escocés. El padre de Magdalena había hecho todo lo posible para protegerla de los rigores potenciales de la vida real y salvarla de la perspectiva de vivir sus días en Escocia, donde, según él, estaría en riesgo muy real de ser asesinada o morir en el parto.

## Matrimonio
Magdalena y Jacobo se casaron el 1 de enero de 1537, en la Catedral de Nuestra Señora, en París. Francisco I y Jacobo V, esperaban que el matrimonio renovara y fortaleciera la «Auld Alliance» entre Escocia y Francia. Francisco I, también proporcionó a Magdalena una dote muy generosa y muy necesaria, lo que fue una gran ayuda para la tesorería escocesa. Sólo veintiún años después de la boda, la futura hija de su novio, María de Escocia, se casaría con su sobrino, el Delfín Francisco, subrayando y reforzando una vez más los preciosos vínculos entre Francia y Escocia. 

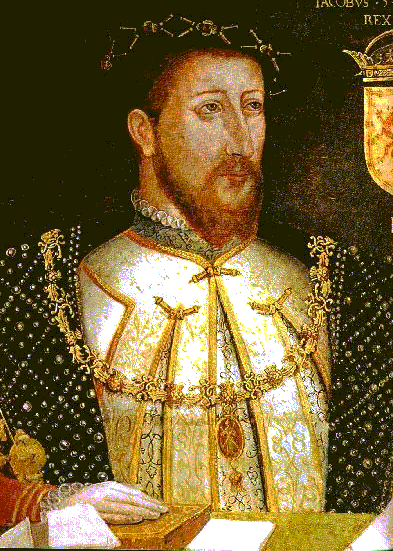
Jacobo V de Escocia, esposo de Magdalena.

Lamentablemente, como su padre había predicho, la vida matrimonial iba a tener un efecto perjudicial en la salud ya precaria de Magdalena, que ahora se desplomó drásticamente a pesar de todos los cuidados que su nuevo esposo, todavía enamorado de su joven esposa, la tenía. Aunque la pareja habría partido normalmente hacia Escocia inmediatamente después de sus celebraciones nupciales, que incluían las habituales fiestas, bailes, justas y máscaras, Francisco, aterrorizado por la perspectiva de perder a su hija y seguro de que nunca volvería a ver una vez que saliera de Francia, hizo todo lo posible por retrasar su partida, argumentando que era demasiado delicada para soportar un invierno escocés de inmediato y que, en cambio, debería llegar a ese país en la primavera más saludable.
Magdalena y James finalmente empezaron su viaje a Escocia, poniendo fin a su prolongada luna de miel francesa. Pálida, tosiendo implacablemente y desprovista de energía, estaba claro que la reina de Escocia de dieciséis años no estaba para nada bien, y su despedida con su familia debió ser especialmente conmovedora. La pareja real y su séquito, que incluía a varios asistentes franceses, su antigua institutriz y un médico de la nueva reina, así como una deslumbrante variedad de obsequios de boda de su padre, llegaron a Leith el 19 de mayo, y se dirigieron de inmediato a Holyroodhouse, que Jacobo tenía la intención de renovar en el estilo suntuoso pero cómodo de un castillo francés, en honor a su esposa, y albergar el rescate del rey de muebles y objetos de arte que ella había traído consigo. De acuerdo con John Lesley, los barcos estaban cargados con sus posesiones. Se conserva una lista detallada de los regalos de boda de Francisco I.
Al principio, en medio de la emoción de llegar a su nueva corte y asumir sus deberes como reina, parecía que la salud de Magdalena podría recuperarse, pero estas esperanzas se desvanecieron rápidamente cuando se hizo evidente que estaba más enferma que nunca y decayendo rápidamente.   

## Muerte

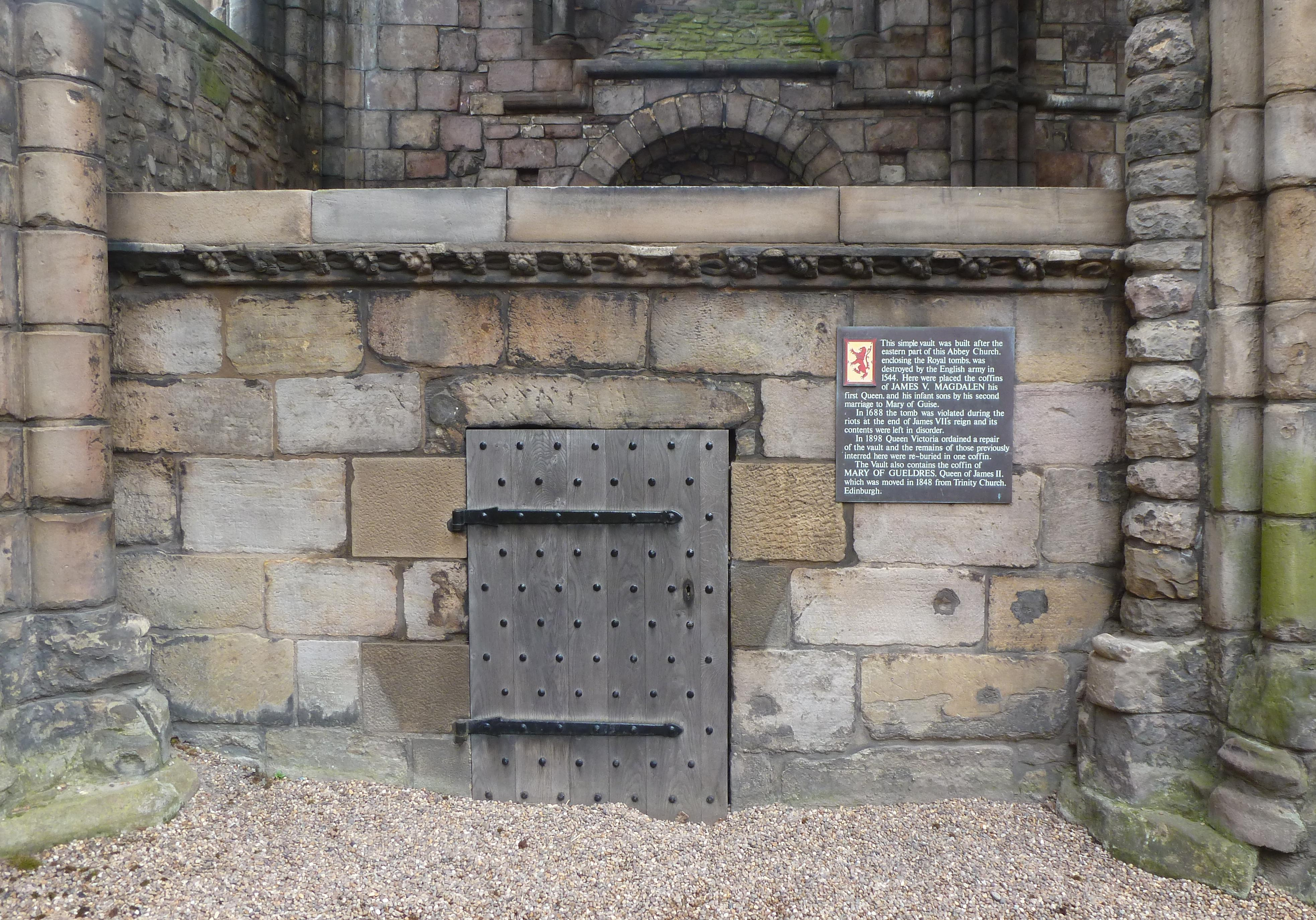
Tumba de Jacobo V, Magdalena de Valois, y María de Güeldres.

Tras meses de festividades y celebraciones, la pareja abandonó Francia y marchó a Escocia en mayo de 1537. Para entonces, la salud de Magdalena se había deteriorado aún más y estaba muy enferma cuando la pareja tomó tierra en Escocia. Sin embargo, Magdalena le escribió a su padre desde Edimburgo el 8 de junio de 1537, diciéndole que estaba mejor y que sus síntomas habían disminuido.  
Pese a su aparente mejoría, el 7 de julio de 1537, unas pocas semanas después (y un mes antes de su 17.º cumpleaños), Magdalena murió en los brazos de su esposo, en Edimburgo. La pareja no tuvo hijos. En la víspera de su muerte, ya le estaba escribiendo a su padre para pedirle que se organizara otro partido francés, solo que esta vez con alguien más robusta y, por lo tanto, con más probabilidades de sobrevivir al clima escocés y producir los herederos que tanto necesitaba su esposo. La reina Magdalena fue enterrada en la abadía de Holyrood, en Edimburgo. La tumba fue profanada por una mafia en 1776 y su cabeza supuestamente hermosa aún, fue robada.

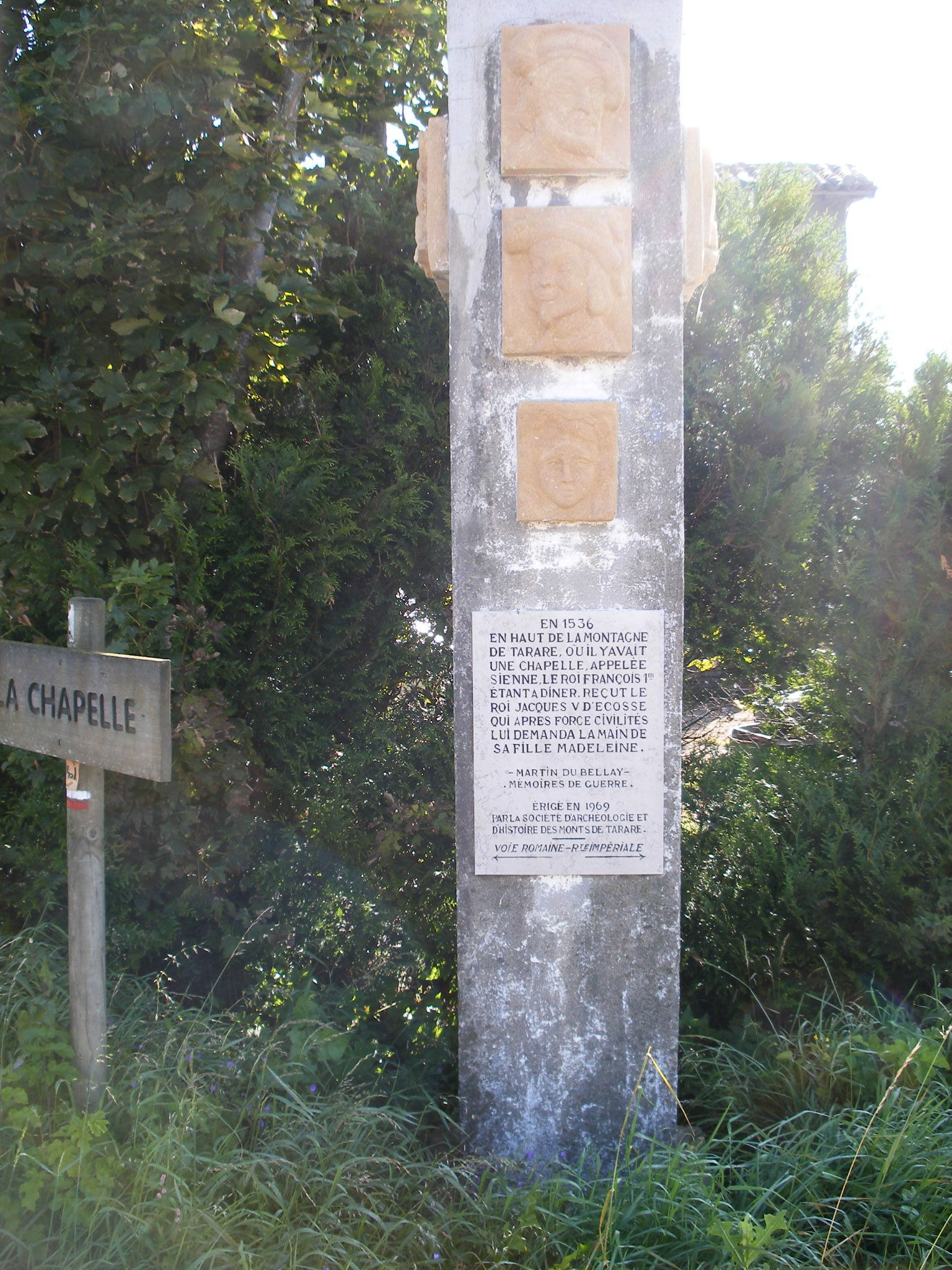
Monumento en honor a Magdalena. "El Rey Francisco I, recibió al Rey Jacobo V de Escocia. Quien lo obligó a darle la mano de su hija Magdalena".

Si Francisco estaba horrorizado de lo que podría interpretarse por el comportamiento más bien insensible de su yerno, lo ocultó bien y, a su debido tiempo, se organizó otro matrimonio. Menos de un año después de su muerte, su esposo se casó con la viuda María de Guisa, de 21 años, quien había estado casada con Luis II, Duque de Longueville. María había quedado viuda exactamente un mes antes de su futuro novio y ya había demostrado su fecundidad al producir un hijo y heredero para el título de Longueville. Ella era la mujer a la que previamente había cortejado y que había estado presente en su boda con Magdalena. María de Guisa sería la madre de María I Estuardo. Ya que Magdalena murió solo seis meses después de la boda, recibió el apodo "Reina del Verano" de Escocia.
Jacobo V murió el 14 de diciembre de 1542 en el palacio de Falkland, en Fife, a los 30 años de edad. Fue sepultado en la abadía de Holyrood, junto a su primera esposa, Magdalena, y sus hijos habidos con María de Guisa (únicamente Jacobo, Duque de Rothesay y Roberto, Duque de Albany, pues María Estuardo sería enterrada en la Catedral de Peterborough tras su ejecución).

## Conmemoración
El matrimonio y la muerte de Magdalena fueron conmemorados por la "Deploration of Deith of Quene Magdalena", del poeta David Lyndsay, el poema describe el matrimonio entre Francia y Escocia.
O Paris! Of all citeis principall!
Quhilk did resave our prince with laud and glorie,
Solempnitlie, throw arkis triumphall. [arkis = arches]
* * * * * *
Thou mycht have sene the preparatioun
Maid be the Thre Estaitis of Scotland
In everilk ciete, castell, toure, and town
* * * * * *
Thow saw makand rycht costlie scaffalding
Depaynted weill with gold and asure fyne
* * * * * *
Disagysit folkis, lyke creaturis devyne,
On ilk scaffold to play ane syndrie storie
Bot all in greiting turnit thow that glorie. [greiting = crying: thow = death]

## Ancestros de Magdalena de Francia
|  |                               |  |  |  |  |  |  |  |  |  |  |  |  |  |  |  |
|  | 16. Luis de Valois            |  |  |  |  |  |  |  |  |  |  |  |  |  |  |  |
|  |                               |  |  |  |  |  |  |  |  |  |  |  |  |  |  |  |
|  |                               |  |  |  |  |  |  |  |  |  |  |  |  |  |  |  |
|  | 8. Juan de Orleans            |  |  |  |  |  |  |  |  |  |  |  |  |  |  |  |
|  |                               |  |  |  |  |  |  |  |  |  |  |  |  |  |  |  |
|  |                               |  |  |  |  |  |  |  |  |  |  |  |  |  |  |  |
|  | 17. Valentina Visconti        |  |  |  |  |  |  |  |  |  |  |  |  |  |  |  |
|  |                               |  |  |  |  |  |  |  |  |  |  |  |  |  |  |  |
|  |                               |  |  |  |  |  |  |  |  |  |  |  |  |  |  |  |
|  | 4. Carlos de Orleans          |  |  |  |  |  |  |  |  |  |  |  |  |  |  |  |
|  |                               |  |  |  |  |  |  |  |  |  |  |  |  |  |  |  |
|  |                               |  |  |  |  |  |  |  |  |  |  |  |  |  |  |  |
|  | 18. Alano IX de Rohan         |  |  |  |  |  |  |  |  |  |  |  |  |  |  |  |
|  |                               |  |  |  |  |  |  |  |  |  |  |  |  |  |  |  |
|  |                               |  |  |  |  |  |  |  |  |  |  |  |  |  |  |  |
|  | 9. Margarita de Rohan         |  |  |  |  |  |  |  |  |  |  |  |  |  |  |  |
|  |                               |  |  |  |  |  |  |  |  |  |  |  |  |  |  |  |
|  |                               |  |  |  |  |  |  |  |  |  |  |  |  |  |  |  |
|  | 19. Margarita de Bretaña      |  |  |  |  |  |  |  |  |  |  |  |  |  |  |  |
|  |                               |  |  |  |  |  |  |  |  |  |  |  |  |  |  |  |
|  |                               |  |  |  |  |  |  |  |  |  |  |  |  |  |  |  |
|  | 2. Francisco I de Francia     |  |  |  |  |  |  |  |  |  |  |  |  |  |  |  |
|  |                               |  |  |  |  |  |  |  |  |  |  |  |  |  |  |  |
|  |                               |  |  |  |  |  |  |  |  |  |  |  |  |  |  |  |
|  | 20. Luis de Saboya            |  |  |  |  |  |  |  |  |  |  |  |  |  |  |  |
|  |                               |  |  |  |  |  |  |  |  |  |  |  |  |  |  |  |
|  |                               |  |  |  |  |  |  |  |  |  |  |  |  |  |  |  |
|  | 10. Felipe II de Saboya       |  |  |  |  |  |  |  |  |  |  |  |  |  |  |  |
|  |                               |  |  |  |  |  |  |  |  |  |  |  |  |  |  |  |
|  |                               |  |  |  |  |  |  |  |  |  |  |  |  |  |  |  |
|  | 21. Ana de Lusignan           |  |  |  |  |  |  |  |  |  |  |  |  |  |  |  |
|  |                               |  |  |  |  |  |  |  |  |  |  |  |  |  |  |  |
|  |                               |  |  |  |  |  |  |  |  |  |  |  |  |  |  |  |
|  | 5. Luisa de Saboya            |  |  |  |  |  |  |  |  |  |  |  |  |  |  |  |
|  |                               |  |  |  |  |  |  |  |  |  |  |  |  |  |  |  |
|  |                               |  |  |  |  |  |  |  |  |  |  |  |  |  |  |  |
|  | 22. Carlos I de Borbón        |  |  |  |  |  |  |  |  |  |  |  |  |  |  |  |
|  |                               |  |  |  |  |  |  |  |  |  |  |  |  |  |  |  |
|  |                               |  |  |  |  |  |  |  |  |  |  |  |  |  |  |  |
|  | 11. Margarita de Borbón       |  |  |  |  |  |  |  |  |  |  |  |  |  |  |  |
|  |                               |  |  |  |  |  |  |  |  |  |  |  |  |  |  |  |
|  |                               |  |  |  |  |  |  |  |  |  |  |  |  |  |  |  |
|  | 23. Inés de Borgoña           |  |  |  |  |  |  |  |  |  |  |  |  |  |  |  |
|  |                               |  |  |  |  |  |  |  |  |  |  |  |  |  |  |  |
|  |                               |  |  |  |  |  |  |  |  |  |  |  |  |  |  |  |
|  | 1. Magdalena de Francia       |  |  |  |  |  |  |  |  |  |  |  |  |  |  |  |
|  |                               |  |  |  |  |  |  |  |  |  |  |  |  |  |  |  |
|  |                               |  |  |  |  |  |  |  |  |  |  |  |  |  |  |  |
|  | 24. Luis de Valois (= 16)     |  |  |  |  |  |  |  |  |  |  |  |  |  |  |  |
|  |                               |  |  |  |  |  |  |  |  |  |  |  |  |  |  |  |
|  |                               |  |  |  |  |  |  |  |  |  |  |  |  |  |  |  |
|  | 12. Carlos I de Orleans       |  |  |  |  |  |  |  |  |  |  |  |  |  |  |  |
|  |                               |  |  |  |  |  |  |  |  |  |  |  |  |  |  |  |
|  |                               |  |  |  |  |  |  |  |  |  |  |  |  |  |  |  |
|  | 25. Valentina Visconti (= 17) |  |  |  |  |  |  |  |  |  |  |  |  |  |  |  |
|  |                               |  |  |  |  |  |  |  |  |  |  |  |  |  |  |  |
|  |                               |  |  |  |  |  |  |  |  |  |  |  |  |  |  |  |
|  | 6. Luis XII de Francia        |  |  |  |  |  |  |  |  |  |  |  |  |  |  |  |
|  |                               |  |  |  |  |  |  |  |  |  |  |  |  |  |  |  |
|  |                               |  |  |  |  |  |  |  |  |  |  |  |  |  |  |  |
|  | 26. Adolfo I de Cleves        |  |  |  |  |  |  |  |  |  |  |  |  |  |  |  |
|  |                               |  |  |  |  |  |  |  |  |  |  |  |  |  |  |  |
|  |                               |  |  |  |  |  |  |  |  |  |  |  |  |  |  |  |
|  | 13. María de Cleves           |  |  |  |  |  |  |  |  |  |  |  |  |  |  |  |
|  |                               |  |  |  |  |  |  |  |  |  |  |  |  |  |  |  |
|  |                               |  |  |  |  |  |  |  |  |  |  |  |  |  |  |  |
|  | 27. María de Borgoña          |  |  |  |  |  |  |  |  |  |  |  |  |  |  |  |
|  |                               |  |  |  |  |  |  |  |  |  |  |  |  |  |  |  |
|  |                               |  |  |  |  |  |  |  |  |  |  |  |  |  |  |  |
|  | 3. Claudia de Francia         |  |  |  |  |  |  |  |  |  |  |  |  |  |  |  |
|  |                               |  |  |  |  |  |  |  |  |  |  |  |  |  |  |  |
|  |                               |  |  |  |  |  |  |  |  |  |  |  |  |  |  |  |
|  | 28. Ricardo de Bretaña        |  |  |  |  |  |  |  |  |  |  |  |  |  |  |  |
|  |                               |  |  |  |  |  |  |  |  |  |  |  |  |  |  |  |
|  |                               |  |  |  |  |  |  |  |  |  |  |  |  |  |  |  |
|  | 14. Francisco II de Bretaña   |  |  |  |  |  |  |  |  |  |  |  |  |  |  |  |
|  |                               |  |  |  |  |  |  |  |  |  |  |  |  |  |  |  |
|  |                               |  |  |  |  |  |  |  |  |  |  |  |  |  |  |  |
|  | 29. Margarita de Orleans      |  |  |  |  |  |  |  |  |  |  |  |  |  |  |  |
|  |                               |  |  |  |  |  |  |  |  |  |  |  |  |  |  |  |
|  |                               |  |  |  |  |  |  |  |  |  |  |  |  |  |  |  |
|  | 7. Ana de Bretaña             |  |  |  |  |  |  |  |  |  |  |  |  |  |  |  |
|  |                               |  |  |  |  |  |  |  |  |  |  |  |  |  |  |  |
|  |                               |  |  |  |  |  |  |  |  |  |  |  |  |  |  |  |
|  | 30. Gastón IV de Foix         |  |  |  |  |  |  |  |  |  |  |  |  |  |  |  |
|  |                               |  |  |  |  |  |  |  |  |  |  |  |  |  |  |  |
|  |                               |  |  |  |  |  |  |  |  |  |  |  |  |  |  |  |
|  | 15. Margarita de Foix         |  |  |  |  |  |  |  |  |  |  |  |  |  |  |  |
|  |                               |  |  |  |  |  |  |  |  |  |  |  |  |  |  |  |
|  |                               |  |  |  |  |  |  |  |  |  |  |  |  |  |  |  |
|  | 31. Leonor I de Navarra       |  |  |  |  |  |  |  |  |  |  |  |  |  |  |  |
|  |                               |  |  |  |  |  |  |  |  |  |  |  |  |  |  |  |
|  |                               |  |  |  |  |  |  |  |  |  |  |  |  |  |  |  |